# NGC 2107
NGC 2107 est un amas ouvert, situé dans la constellation de la Table. Il a été découvert par l'astronome britannique John Herschel en 1836.

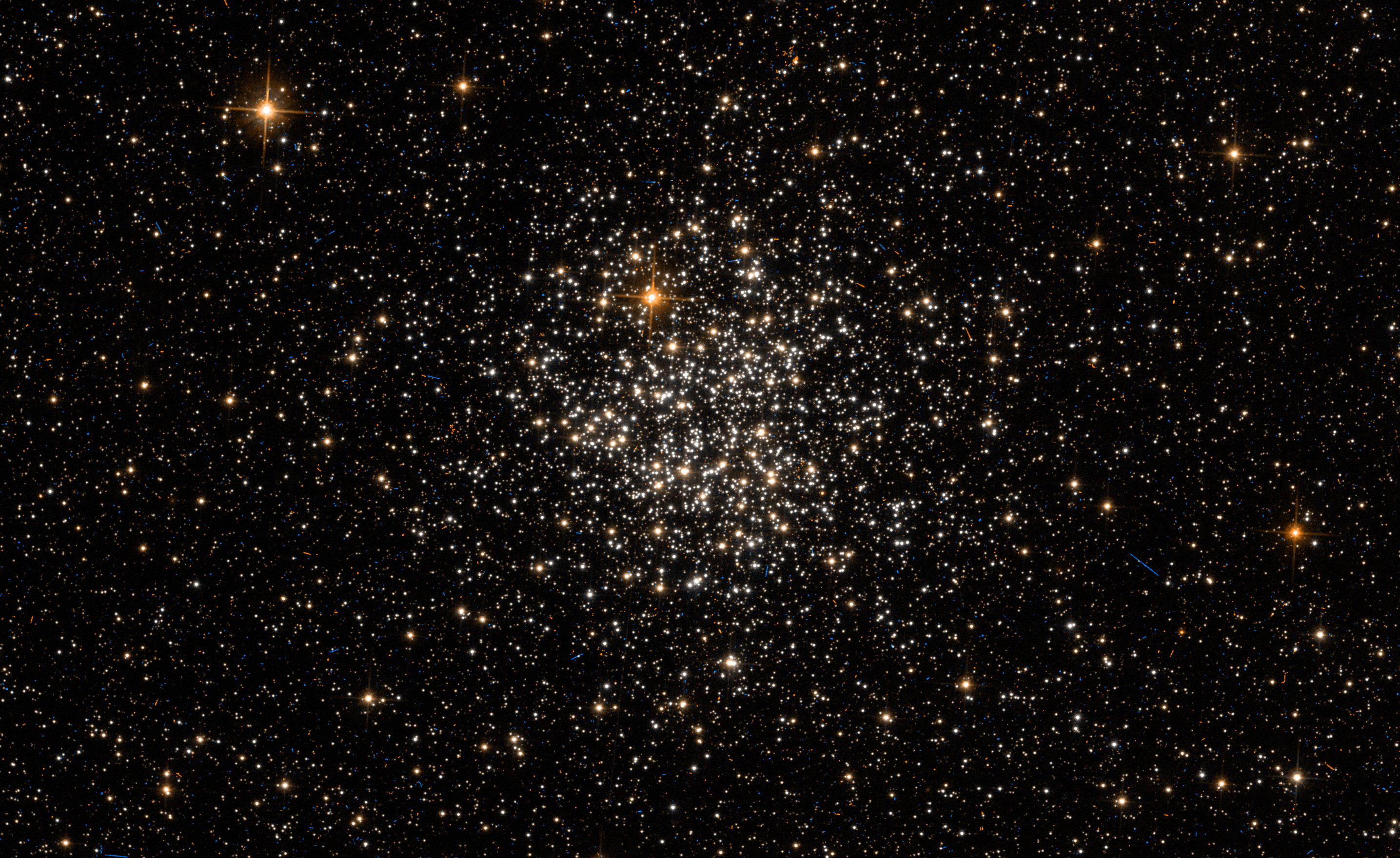
NGC 2107 par le télescope spatial Hubble.